# Saint-Léger-de-la-Martinière
Saint-Léger-de-la-Martinière là một xã thuộc tỉnh Deux-Sèvres trong vùng Nouvelle-Aquitaine phía tây nước Pháp. Xã này nằm ở khu vực có độ cao trung bình 160 mét trên mực nước biển.